# Pascasio Pérez
Pascasio Pérez (Fou un compositor castellà de cant pla del segle XVI).
Publicà en tres volums en foli màxim tot el cant litúrgic, Gradual, Antifonari, Himnari (de Tempore i de Sanctis), l'autorització de l'edició, l'atorgà a Madrid el rei Felip II el 1596.